# Phìn Hồ, Nậm Pồ
Phìn Hồ là một xã thuộc huyện Nậm Pồ, tỉnh Điện Biên, Việt Nam.

## Địa lý
Xã Phìn Hồ có vị trí địa lý:
- Phía đông giáp huyện Mường Chà
- Phía tây giáp Lào
- Phía nam giáp xã Si Pa Phìn
- Phía bắc giáp xã Chà Nưa và xã Chà Tở.

Xã Phìn Hồ có diện tích 114,91 km², dân số năm 2022 là 4.001 người, mật độ dân số đạt 34 người/km².

## Hành chính
Xã Phìn Hồ được chia thành 8 bản.

## Lịch sử
Ngày 14 tháng 11 năm 2006, Chính phủ ban hành Nghị định số 135/2006/NĐ-CP về việc thành lập xã Phìn Hồ thuộc huyện Mường Chà trên cơ sở điều chỉnh 6.428 ha diện tích tự nhiên và 1.487 nhân khẩu của xã Si Pa Phìn; 5.002 ha diện tích tự nhiên và 1.057 nhân khẩu của xã Chà Nưa.
Xã Phìn Hồ có 11.430 ha diện tích tự nhiên và 2.544 nhân khẩu.
Ngày 25 tháng 8 năm 2012, Chính phủ ban hành Nghị quyết số 45/NQ-CP về việc chuyển xã Phìn Hồ thuộc huyện Mường Chà về huyện Nậm Pồ mới thành lập quản lý.